# Мигел Анхел Фаласка
Мигел Анхел Фаласка Фернандез (шп. Miguel Ángel Falasca Fernández; Мендоза, 29. април 1973 — Монца, 22. јун 2019) био је шпански одбојкаш.

## Биографија
Рођен је у граду Мендоза у Аргентини. Наступао је за одбојкашку селекцију Шпаније са којом је 2007. године освојио златну медаљу на Европском првенству. Имао је успеха у клубовима где је наступао и касније радио као тренер. Био је играч на позицији техничара, а проглашен је за најбољег техничара на Светском купу 2007. и Европској лиги 2009. године.
У каријери је играо између осталих екипа за Модену, Болоњу, Мајорку, Лас Палмас, руски клуб Урал, Белхатов у Пољској, а био је и селектор Чешке Републике. Учествовао је на три фајнал фора као играч.
Преминуо је изненада 22. јуна 2019. у 46. години након срчаног удара у граду Монца, Италија.

## Успеси

### Репрезентативни
- Европско првенство:  2007.